# Bażantarnia w Siemianowicach Śląskich
Bażantarnia – kompleks lasów znajdujący się w Bańgowie – dzielnicy Siemianowic Śląskich, użytek ekologiczny o powierzchni około 39,32 ha.
Kompleks leśny Bażantarnia jest miejscem spędzania wolnego czasu siemianowiczan, a w przeszłości był punktem stacjonowania wojsk Napoleona. Przez park przebiega ścieżka rowerowa do centrum miasta Siemianowic Śląskich.
Uchwałą Rady Gminy Siemianowice Śląskie Nr 283/97
(Dz. Urz. Nr 6/98 poz.48) z  27 lutego 1997 roku ustanowiono użytek ekologiczny Bażantarnia.

## Fauna
W obrębie parku bytują: dziki, łasice, sarny, zające, bażanty, sroki, szpaki, kukułki, kosy, wilgi i słowiki, lisy.

## Flora
Roślinność parku stanowią m.in.: dęby szypułkowe, dęby bezszypułkowe, kasztanowce, klony pospolite, brzozy, graby, osiki, dęby czerwone, lipy drobnolistne, topole czarne, jesiony wyniosłe, robinie akacjowe i jawory.